# 圓仔
圆仔（拼音：Yuán Zǎi, 白話字: Îⁿ-á, 臺羅: Înn-á）（2013年7月6日－）是一只雌性大熊貓，是首隻在台灣出生的大熊貓，出生于臺北市立动物园，父母分别为团团和圆圆。 2014年1月6日，圓仔在臺北市立動物園首度正式亮相。「圓仔」這個名字包含多種意義。一種意義為，因為是母親「圓圓」所生的孩子，所以稱為圓仔。同時也有有花卉「圓仔花」和臺語的「湯圓」之意。

## 健康狀況
- 2013年7月6日，體重是183.4公克，身長15.5公分。乳名即為「圓仔」（有「圓圓」的孩子、圓胖可愛、臺語發音的湯圓等意思），之後保育員為圓仔取暱稱「仔仔」。
- 2014年1月6日，圓仔首度於臺北市立動物園亮相，協助園方推廣動物保育觀念。
- 2014年2月11日，臺北市立動物園專責飼養熊貓的保育員陳屹彪首度接受媒體記者採訪，他形容：「圓仔像小女兒，有時讓人窩心，不過脾氣也很『恰』。」[4]
- 2014年10月7日，圓仔乳齒脫落，體重破44kg。
- 2015年1月7日，首次亮相後一年，依習性圓仔與母親分開，在動物園內擁有獨立的棲息空間。
- 2015年12月17日下午3點55分，圓仔在進行例行性動物訓練暨抽血健康檢查時，很調皮地把採血針針頭部分咬斷吞入，獸醫及保育員即刻進行緊急處理。所幸於翌日（12月18日）的上午9點43分將針頭順利排出，共費時17小時又48分鐘。
- 2022年2月，熟齡的圓仔重達116公斤，已經接近其父親，將開始減肥[5]。

疫情結束後，兩岸保育交流重啟，北市動物園稱年紀漸長後族譜順序會往前，預計2023年起可盡量爭取與研究繁殖機會，將會對圓仔進行配對，屆時有望結束單身成為「熊母」。

## 政治活動
- 2014年1月18日，圓仔獲得國際大貓熊網路票選活動的2013年「年度最具性格熊貓獎」冠軍，以及「年度熊貓幼崽獎」亞軍[7]。
- 2014年10月26日，圓仔獲台北市長郝龍斌頒發「榮譽市民」，這是繼已過世的亞洲象林旺、無尾熊哈雷以及仍在園內的無尾熊派翠克、丹頂鶴畢格和貴華後，第六隻獲頒榮譽市民的動物。
- 2015年1月23日，圓仔衛冕國際大貓熊網路票選活動的2014年「年度最具性格熊貓獎」冠軍。
- 2018年7月6日，圓仔歡慶五歲生日後，臺北市立木柵動物園派人前往中國大陸欲參加「大熊貓繁育技術委員會年會」，今年首度被拒絕。
- 2018年12月17日上午，臺北市長柯文哲在出席一場活動時，無奈而受訪時說：「熊貓就是熊貓，不要搞成政治熊貓。」

## 爭議
臺灣有人稱圓仔為「外省第二代」、「臺灣新住民」後代、依《國籍法》不具中華民國籍的外國熊，被台灣獨立運動者稱為：「被中國利用來統戰台灣的圖博裔第二代移民」等。
也有人呼籲大眾也要關注台灣黑熊等瀕危保育類動物及特有物種生存處境和棲地，不要排擠本土物種的資源與預算，如陽岱鋼、臺北市議員吳思瑤等人都有提出類似觀點，指出相關預算分配與待遇有很大的差距，例如貓熊每隻投入223萬元，台灣黑熊每隻僅10萬，並稱「這種資源分配不均的情形，就是動物園M型社會的反映，嚴重排擠本土物種的資源與預算」。亦有網友指出2隻貓熊住438坪的冷氣房，4隻台灣黑熊卻擠在165坪的小空間，稱這是「豪華別墅區」對上「三級貧民區」。
吳思瑤議員也指出，預算分配不均的情況，不但會造成民眾對於動物價值的差別印象，更忽略專業。而且資源排擠的情況下，會造成其他動物無形中的傷害。
2005年起，保育團體公布對台北市立動物園內熊科動物的調查研究，指出動物福利不佳的問題。
圓仔首度面向公眾展示當天，為動物園創下十年來最高單日入園人數。但是其他物種的保育問題，卻沒有得到相同程度的關注。此現象讓保育團體批評，政府、動物園和媒體僅重視政治和經濟效益，藉著圓仔大力炒作貓熊熱潮。

## 圓仔的血緣關係表
父系
- 父親，團團，譜系號588，原名“華靈”，2004年9月1日生於臥龍中國保護大熊貓研究中心。父親是靈靈，母親華美是第一隻在國外出生並回到中國大陆大熊貓，華靈的雙胞胎弟弟叫美靈。華靈小時候乳名叫“小乖乖”，2005年10月被選為“贈台大熊貓”候選19號，2006年1月6日獲選為“贈台大熊貓”，2006年1月28日，通過大陸中央電視台春節聯歡晚會10751萬人次觀眾投票，2隻“贈台大熊貓”正式改名為“團團”、“圓圓”。[21] 2008年12月23日從四川抵台北木柵動物園後被圈養在台北木柵動物園。[22]2022年11月19日在木柵動物園逝世。[23]
- 祖父，靈靈，譜系號424，1995年8月25日生於重慶動物園，[24]母親是新星，父親是川川。2002年被交換至臥龍中國保護大熊貓研究中心，[25]成為臥龍圈養大貓熊種群繁殖重要的公貓熊之一。[26]現在已回到重慶動物園。[27]2020年9月2日在重慶動物園逝世。
- 祖母，華美，譜系號487，1999年8月21日生於美國聖地牙哥動物園，母親是白雲，父親是石石。[28]1999年12月1日，在“華美”誕生100天之際，中國國家林業局為其賦予了一個代表中美人民友好的名字──“華美”。[29]2004年3月13日回到中國臥龍中國保護大熊貓研究中心，華美是第一隻在國外出生並回中國的海歸大熊貓。2004年9月1日生下一對雙胞胎華靈和美靈，老大“華靈”即“贈台大熊貓”的團團。[28]至2014年，華美已經生下7胎10仔，[30]其中借展至比利時佩里代扎的大貓熊好好和星徽，即是華美的女兒。[31]華美目前在上海野生動物園。
- 曾祖父，川川，譜系號231，來自寶興野外，出生於1980年，1981年被捕獲，1982年被轉移至上海動物園。[32]自1990年至2000年，川川與重慶動物園的新星聯姻，每年飛往重慶動物園。川川與新星對愛情專一的故事，為人所津津樂道。[33]2010年在上海動物園去世。[32]
- 曾祖母，新星，雌性，譜號253，來自四川寶興野外，出生於1982年8月，1983年6月送到重慶動物園救援，已在重慶動物園生活了37年零6個月。 [34]新星與來自上海動物園的川川生下的兒女，川星、靈靈和慶慶歸屬重慶動物園，聰聰和樂樂歸屬上海動物園。[35]兒子樂樂獲借予美國孟菲斯動物園，並於2023年去世，終年25歲。[36]慶慶即交換至成都大熊貓繁育基地的蜀慶。[37]。2020年10月21日，新星表現嗜睡，不願進食等症狀，次日出現呼吸困難，咳嗽，站立不穩等情況。23日開始出現腹脹，排便不順，期間醫護人員經全力救治無效，於2020年12月8日中午13:25死亡。享年38歲零4個月，等於人類114歲。解剖、病理切片，綜合分析認為：由於高齡，多臟器衰竭，造成消化功能紊亂、低蛋白血症，繼發消化道、呼吸道感染，最終導致死亡。
- 曾外祖父，石石，譜系號381，約1982年出生於汶川縣野外，[38]1992年被救。1996年，根據中美兩國簽訂的大熊貓科研合作協議，石石和白雲到美國聖地牙哥動物園開展大熊貓科研合作，1999年和白雲生下華美。2003年1月返回臥龍，[39]2003年9月被借展至廣州動物園，[40]2008年7月5日在廣州動物園去世。[41]
- 曾外祖母，白云，譜系號371，1991年9月7日生於臥龍中國保護大熊貓研究中心，母親是冬冬，父親是盼盼。[42]1996年，根據中美兩國簽訂的大熊貓科研合作協議，白雲和石石到美國聖地牙哥動物園開展大熊貓科研合作。1999年白雲和石石生下華美。2003年石石回中國後，更換高高到聖地牙哥動物園。[39]白雲和高高生了5的孩子，分別是美生(2003年)、蘇琳(2005年)、珍珍(2007年)、雲子(2009年)和小禮物(2012年)。[43]白雲是臥龍圈養大熊貓第一個成活並第一個進入繁殖的子一代。[44]
- 外高祖父，盼盼，譜系號308，來自寶興野外，出生於1985年。[24]約2個月大時從蜂桶寨大熊貓保護區被救回，當時身上長滿了瘡。1991年被轉移到臥龍中國保護大熊貓研究中心，這年第一次繁殖，和冬冬生下白雲。[45]2007年被借展至溫州動物園一年，[46]2008年被借展至遵義動物園一年，[47]目前在中國保護大熊貓研究中心都江堰基地養老。[45]到2009年底，盼盼的後代已達107只，[48]到目前在臥龍中心出生的大熊貓，一半都有盼盼的血統。[45]盼盼亦是圈養的公貓熊中壽命最長的記錄保持者，2016年12月28日，世界最长寿雄性大熊猫“盼盼”因病去世，享年31岁。
- 外高祖母，冬冬，譜系號358，來自寶興野外，約1984年出生，1990年被捕獲並轉移到臥龍中國保護大熊貓研究中心。2001年1月被借展至廣州香江野生動物世界，2011年6月3日在廣州去世。[49]冬冬於1991年到1997年間共生育了5胎8仔，長大成人的有白雲、大地、希夢、爽爽和丁丁。到2009年底，與冬冬有血緣關係的大熊貓已達54隻，約佔圈養大熊貓總數的五分之一。[50]很多網路資料記載冬冬是1974年出生，是全球最長壽的熊貓，這是錯誤的， 冬冬在大熊貓譜系資料上記載的出生年是1984年。[51]

母系
- 母親，圓圓，譜系號587，原名「友友」，2004年8月30日生於臥龍中國保護大熊貓研究中心，是“斷掌熊貓”雷雷的第四個女兒，父親是琳琳，[21]因有祖母白雪的秦嶺大熊貓野外血統，毛色較黃，小時候乳名“黃毛丫頭”。[52]2005年4月被“全友家私”認養，而命名為“友友”。[53]2005年10月被選為“贈台大熊貓”候選16號，2006年1月6日獲選為“贈台大熊貓”，2006年1月28日，通過大陸中央電視台春節聯歡晚會10751萬人次觀眾投票，2只“贈台大熊貓”正式改名為“團團”、“圓圓”。[21]2008年12月23日從四川抵台北木柵動物園，目前被圈養在台北木柵動物園。[22]
- 外祖父，琳琳，譜系號455，1997年8月2日生於臥龍中國保護大熊貓研究中心，[24]母親是白雪，父親是新興。2006年至2012年2月9日，與成都大熊貓繁育研究基地的師師交換，客居成都，開始了為期5年的「換親之旅」，後來回到中國保護大貓熊研究中心雅安碧峰峽基地。[54]琳琳目前在廣州長隆野生動物世界，2014年菊笑生下全球唯一存活的大貓熊三胞胎，琳琳是三胞胎的父親。[55]琳琳有眾多子女在海外，除了圓圓外，還有日本上野動物園的真真(原名仙女)，[56]澳洲阿德莱德动物园的网网和福妮、[57]法國博瓦勒動物園的园子和欢欢。[58]於2015年在長隆野生動物世界去世。
- 外祖母，雷雷，譜系號374，來自雷波縣野外的貓熊，[24]約出生於1989~1990左右。1992年冬天，受傷在涼山州雷波縣被救，左前掌因感染而截肢，因此被稱為“斷掌熊貓”。1995年10月25日被轉移到臥龍中國保護大熊貓研究中心，成為圈養大熊貓。從2000年初產到2005年，雷雷共生4胎5仔，全部存活，是最具有母性的貓熊媽媽，被稱為“英雄母親”。[59]2007年10月，被借展至鄭州市動物園三年，在鄭州叫雷雷“嘟嘟”。[60]2010年至2019年在福州熊貓世界生活，2020年回到四川养老。[61]2020年9月9日因癲癇發作死亡，年齡31歲[62]。
- 外曾祖父，新興，譜系號329，來自寶興縣野外的大貓熊，約出生於1985~1986年，1987年被救，2009年12月在雅安去世。[63]
- 外曾祖母，白雪，譜系號418，[64]陝西省太白縣秦嶺大貓熊，1993年約5歲在太白山重病於風雪中掙扎著跑到黃柏塬鄉二郎壩村牛尾河向人類求救，救回後人工飼養，曾2次逃脫，2001年第二次逃至野外，當時還懷有身孕，2005年又因生病自己跑回臥龍大熊貓保護研究中心，一生充滿傳奇。[65]2014年在中國保護大熊貓研究中心都江堰基地養老，2015年7月去世。[66]

## 参見
- 熊猫外交
- 台北市立動物園
- 四川卧龙国家级自然保护区
- 兩岸互贈保育類動物

## 外部連結
- 圓仔的Facebook專頁非官方粉絲團